# Enterprise resource planning
Enterprise resource planning eller ERP er betegnelsen for et softwareprogram, der håndterer størstedelen af en virksomheds funktionsområder. ERP integrerer alle virksomhedens funktioner så som ordrebehandling, salg, indkøb, lagerstyring og økonomisystem. ERP bygger oftest på én fælles database for hele virksomheden.
Der findes i udgangspunktet to typer ERP: På den ene side de såkaldte "on-premise" systemer installeret på en server lokalt i den enkelte virksomhed og på den anden side nyere ERP-systemer, baseret på cloudcomputing, som er hosted af softwareleverandøreren og tilgås on-demand via en webbrugerflade fra den enkelte virksomhed.  
ERP hjælper til med den interne organisering af input og output fra virksomheden, samt til at holde styr på forretningstransaktioner. Det er også muligt at købe et ERP system, som er målrettet til forskellige brancher. Der findes brancheløsninger til eksempelvis produktion, logistik, retail, handel og engros, vin og spiritus, transport og projektstyring. 
Der en række større aktører på markedet for ERP-systemer:
1. Visma
  - Business NXT er en skybaseret ERP-løsning for mellemstore og større virksomheder.[1]
  - Visma Net er en løsning rettet mod mindre og mellemstore virksomheder.[2]
2. SAP
  - SAP ECC er et produkt for store erhvervsvirksomheder >1000 ansatte
  - All in One er et produkt der rammer mellemgruppen af virksomheder 50 – 1000 ansatte
  - Business One er et produkt der dækker alle mindre virksomheder.[3]
3. Oracle
  - Har primært det amerikanske marked som målgruppe
4. Microsoft
  - Har købt det tidligere danske Navision/Damgaard. Navision er nu en verdensomspændende integreret del af Microsofts produktportefølje, der går under betegnelsen NAV og indgår i Microsoft Dynamics-serien
  - Dynamics-serien indeholder C5 (opdateres ikke længere), GP, NAV og AX.
  - Uniconta - som er efterfølgeren til C5.